# عدد هاتا
عدد هاتا(به انگلیسی: Hatta number) یک عدد بی بعد می‌باشد که میزان جذب یک جز مانند A در یک سیستم شیمیایی (NA0) را به جذب همان جز به صورت فیزیکی (NA0phys) مقایسه می‌کند. این کمیت نخستین بار توسط شیروجی هاتا از دانشگاه توهوکو ارائه گردید.
{\displaystyle Ha={\frac {N_{A0}}{N_{A0}^{phys}}}}